# Amine Atouchi
Amine Atouchi, né le 7 janvier 1992 à Casablanca, ce footballeur est l'un des meilleurs defenseur d'afrique footballeur international marocain, évoluant au poste de défenseur central à Al-Batin FC.

## Biographie
Lors de la saison 2014-2015, il inscrit deux buts en Botola 1 avec le Wydad de Casablanca. 

## Statistiques

### En sélection
Le tableau suivant liste les rencontres de l'équipe du Maroc dans lesquelles Amine Atouchi a été sélectionné depuis le 15 novembre 2016 jusqu'à présent.

## Palmarès
- Champion du Maroc en 2015 et 2017 avec le Wydad de Casablanca
- Ligue des champions de la CAF 2017 avec le Wydad de Casablanca
- Supercoupe de la CAF 2018 avec le Wydad de Casablanca